# Veldereprijs
De veldereprijs (Veronica arvensis) is een kleine eenjarige plant die bloeit van april tot oktober. Ze wordt 2-30 cm hoog. De bloemen zijn vrij donkerblauw en ongeveer 2-3 mm groot. De plant heeft geen duidelijk van de rest afgescheiden bloeiwijze. De onderste bladeren zijn eirond tot vrijwel cirkelrond en hebben een gekartelde rand. De bovenste bladeren zijn duidelijk smaller van vorm en missen de kartels. De stengel is behaard. De doosvruchten zijn omgekeerd hartvormig en hebben langs de rand lange klierharen. De zaden hebben een vlakke of zwak holle zijde en een zwak bolle zijde.

## Voortplanting en verspreiding
De veldereprijs verspreidt zich via zaden, die het hele jaar kunnen kiemen. Veel zaden kiemen echter in het najaar waarna de plant in het voorjaar bloeit en zaad zet om vervolgens af te sterven.
De veldereprijs komt voor op open plekken op gronden die niet te zwaar mogen zijn. Zo is ze in akkers en tuinen veel te vinden. Ook groeit ze tussen de tegels van het trottoir. In weilanden is ze te vinden in molshopen en op plekken waar mieren de grond open hebben gemaakt. Ze groeit ook in de duinen op open kalkrijke plekken.
De veldereprijs is van oorsprong een plant van gematigde en subarctische streken die zich nu wereldwijd aan het verspreiden is.

## Ecologischebetekenis
In de duinen groeit ze vaak met andere kleine eenjarige planten, waarvan het zwaartepunt van de bloei in het voorjaar valt: zandraket, kandelaartje, ruw vergeet-mij-nietje en vroegeling. Deze planten kunnen in een droog milieu overleven omdat ze in de koelere en daardoor vochtiger perioden van het jaar groeien en bloeien. De droogste periode van het jaar, de zomer, overleven ze in de vorm van zaad.

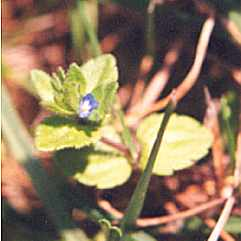
Veldereprijs

## Plantengemeenschap
Veldereprijs is een kensoort voor Cladonio-Koelerietalia, een orde van plantengemeenschappen van droge graslanden op kalkrijke zeeduinen.

## Namen in andere talen
De namen in andere talen kunnen vaak eenvoudig worden opgezocht met de interwiki-links.
- Duits: Feld-Ehrenpreis
- Engels: Wall Speedwell
- Frans: Véronique des champs